# Clitoria ternatea

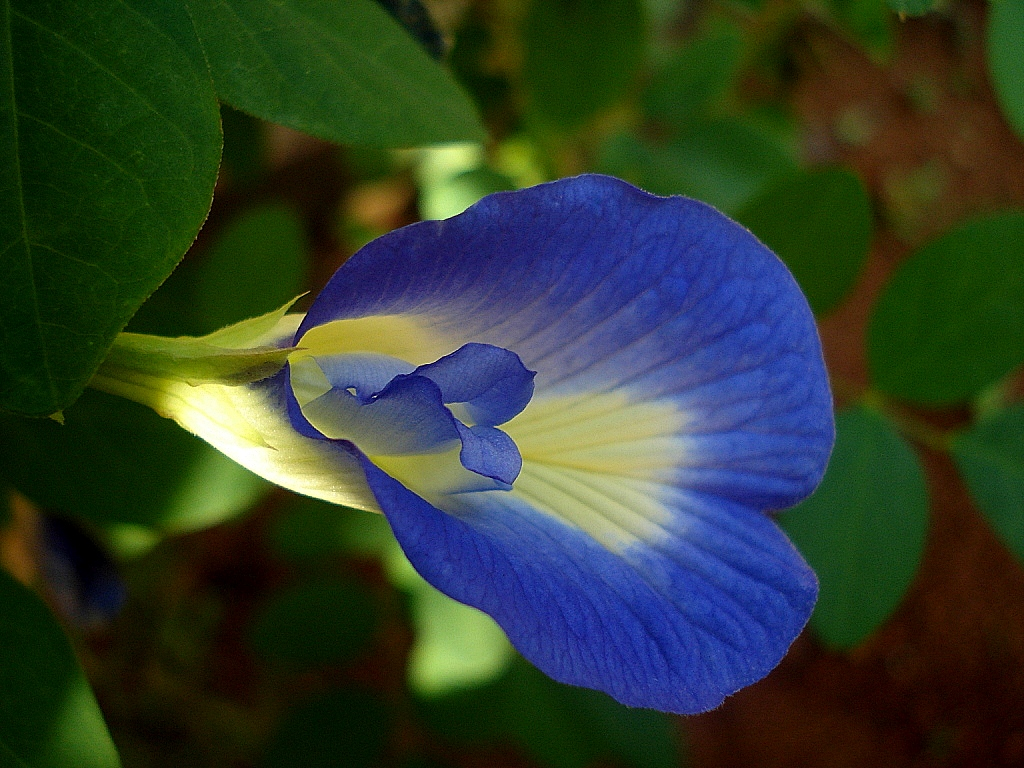
Um azul variedade de ervilha

Clitoria ternatea, comumente conhecida como ervilha-azul, ervilha-borboleta, feijão-borboleta e ervilha-cordofan é uma espécie vegetal pertencente à família Fabaceae. A origem em latim do gênero "Clitoria", de "clitóris", advém de uma associação das flores desta videira com os órgãos genitais femininos. (Sinônimos: Clitóris principissae.). Produz uma infusão a partir de sua inflorescência, popularmente conhecida como chá azul.

## Distribuição
Esta planta é nativa tropical equatorial Ásia, Tailândia e Malásia, mas foi introduzido na África, Austrália e América.

## Descrição

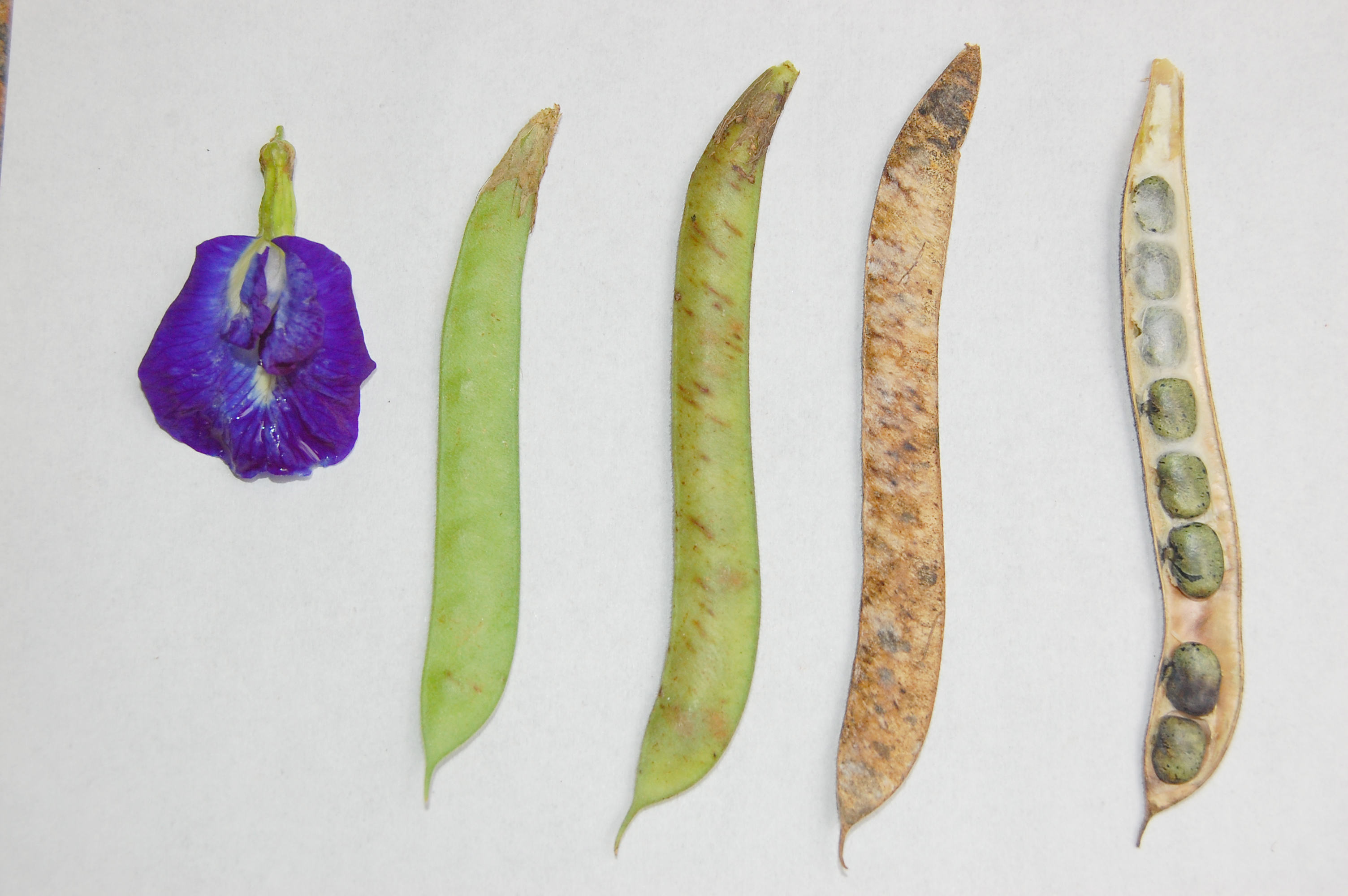
Flor e vagens em diferentes estados de maturação

É uma planta herbácea perene, com elíptica, obtuso folhas. Ela cresce como uma trepadeira ou rastejante, fazendo bem úmido, solo neutro.
A característica mais marcante sobre esta planta é a cor de suas flores, uma vívida de um azul profundo; solitários, com luz amarela marcações. Eles são cerca de 44 cm (1,6 pol) de comprimento por 33 cm (1,2 pol) de largura. Algumas variedades de rendimento de flores brancas.
Os frutos são de 5 a 75−7 cm (194,1 pol) de comprimento, televisão de vagens com seis a dez sementes em cada um dos núcleos. Eles são comestíveis quando concurso.
É cultivada como planta ornamental e como uma regeneração de espécies (por exemplo, nas minas de carvão na Austrália), exigindo pouco de cuidado quando cultivadas. Como uma leguminosa, suas raízes formam uma associação simbiótica com bactérias do solo, conhecidas como rizóbios, que transformam atmosférica N2 em uma planta-forma utilizável (um processo chamado de fixação de nitrogênio), portanto, esta planta também é utilizada para melhorar a qualidade do solo através da decomposição do nitrogênio rico material vegetal.

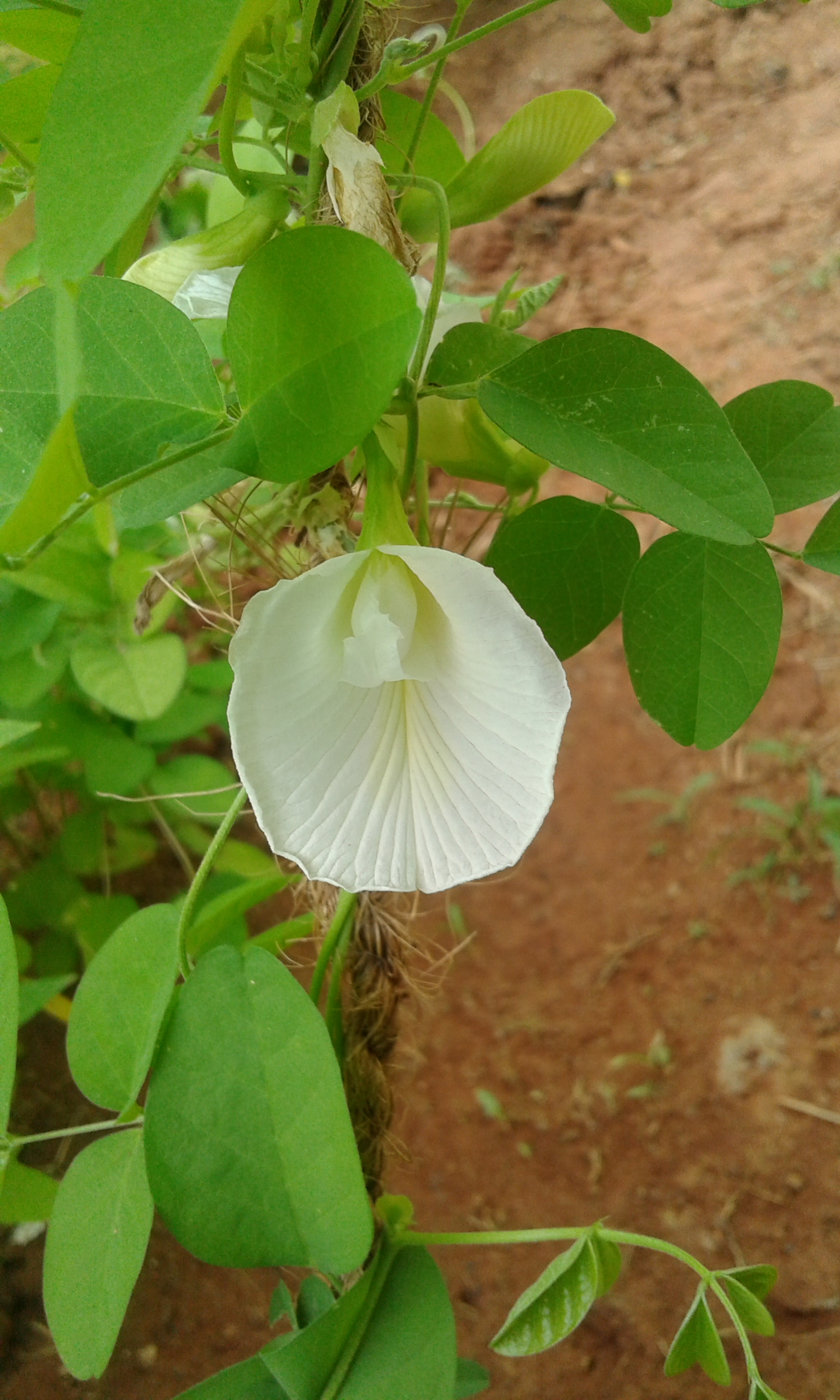
Clitoria ternatea

## Usos

### Alimentação
No Sudeste da Ásia, a flor é usado como um alimento natural de coloração. Conhecido como bunga telang, na Malaia, uma aquosa do extrato é utilizado para a cor de arroz glutinoso para kuih ketan (também conhecido como pulut tai tai ou pulut tekan em Peranakan/Nyonya de cozinha) e em nyonya chang. Em Kelantan, leste da Malásia, adicionando alguns botões desta flor em uma panela enquanto cozinha o arroz branco irá adicionar azulada sobre o arroz, que é servido com outros acompanhamentos e tal refeição é chamada de nasi kerabu. Na Tailândia, um xaroposo azul bebida é feita chamado nam dok anchan (น้ำดอกอัญชัน), às vezes é consumido com uma gota de doce de limão suco para aumentar a acidez e vire o suco em cor-de-rosa-roxo. Em Birmaneses e os Tailandeses cozinhas, as flores também são mergulhados na massa e é frito. Borboleta de flor ervilha chá é feito a partir do ternatea e flores secas de capim-limão e muda de cor dependendo do que é adicionada ao líquido, com o suco de limão transformando-o roxo.
As flores têm, mais recentemente, foi usado como um botânico em uma cor de mudança de gin. Azul na garrafa, esta fica rosa quando misturado com um carbonatadas mixer , tais como água tônica. Um exemplo de como este tipo de pode ser visto na Tinta Gin e a cor é derivada a partir da profundidade de infusão de pétalas da exótica flor azul. Este floral natural de infusão dá Tinta Gin um notável e brilhante de qualidade, mais elegantemente apresentado em uma Tinta & Tonic, que muda de cor, do azul profundo para blush cor-de-rosa, quando misturados. Orgânica cores não são permanentes, por isso este tipo de Gin é armazenado em um local escuro.

### Medicina tradicional
No tradicional Ayurvédica, medicina, é atribuído várias qualidades, incluindo a melhora da memória, nootrópico, stress, ansiolítico, antidepressivo, anticonvulsivante, tranquilizantes e sedativos propriedades. Na medicina tradicional Chinesa, a planta tem sido relacionado com propriedades que afetam a libido feminina, devido à sua aparência similar ao órgão reprodutivo feminino.

## Constituintes químicos
Compostos químicos isolados de C. ternatea incluem vários triterpenoids, flavonol de esteviol, antocianinas e esteróides. peptídeos Cíclicos conhecidos como cliotides ter sido isolado do calor estável fração de C. ternatea extrair.

## Galeria

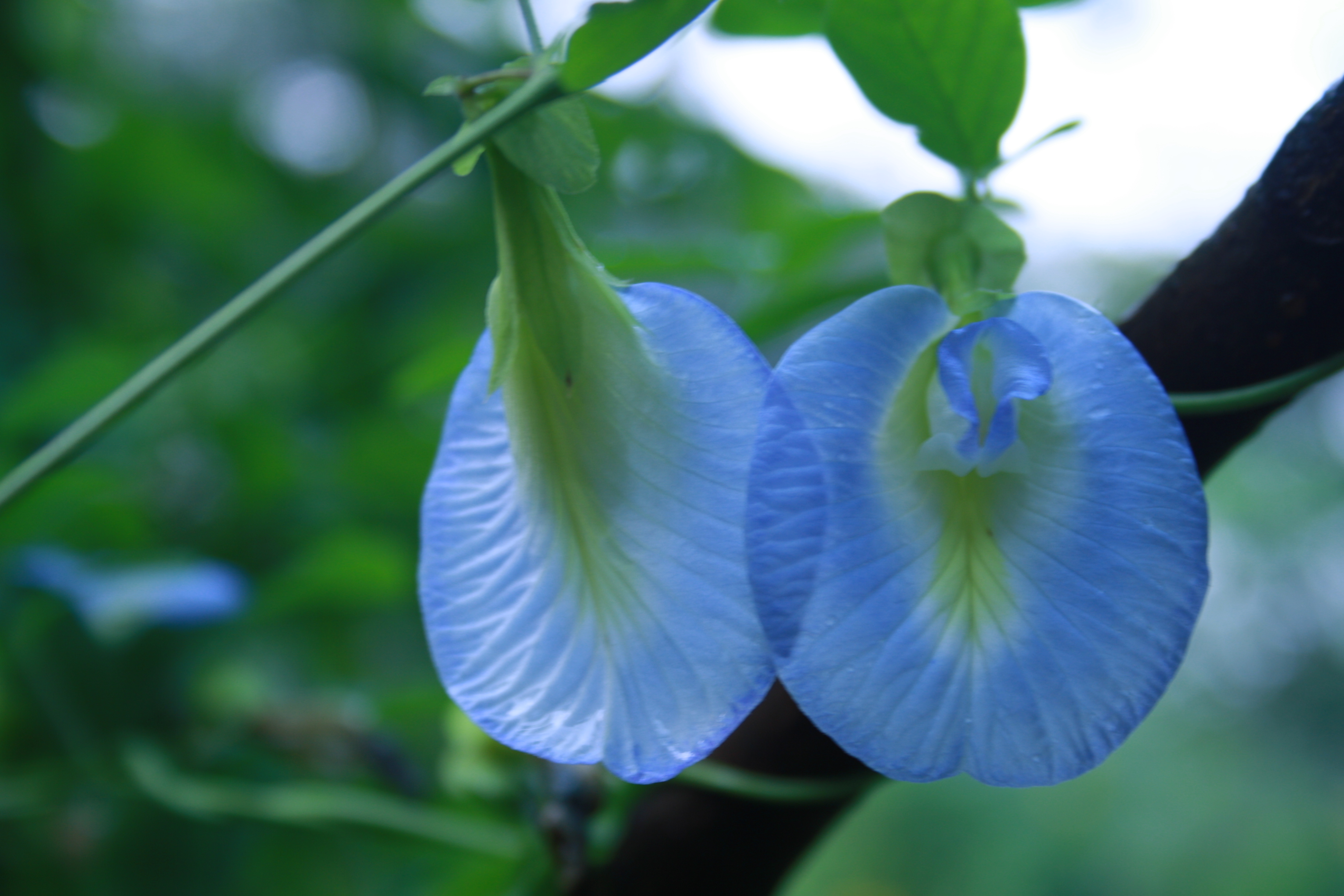
Frente e verso
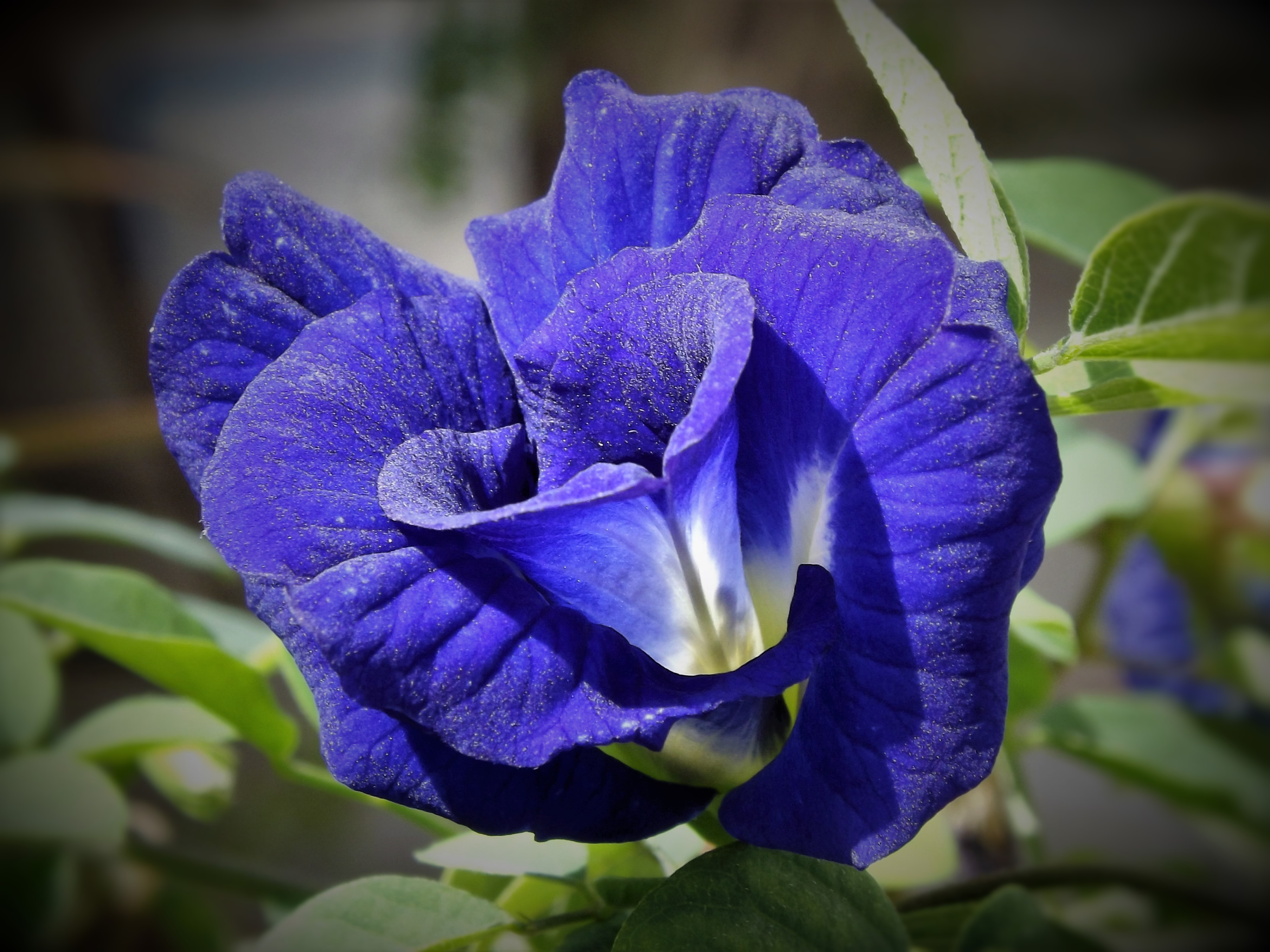
Clitoria ternatea em um Jardim de Maracay - Venezuela
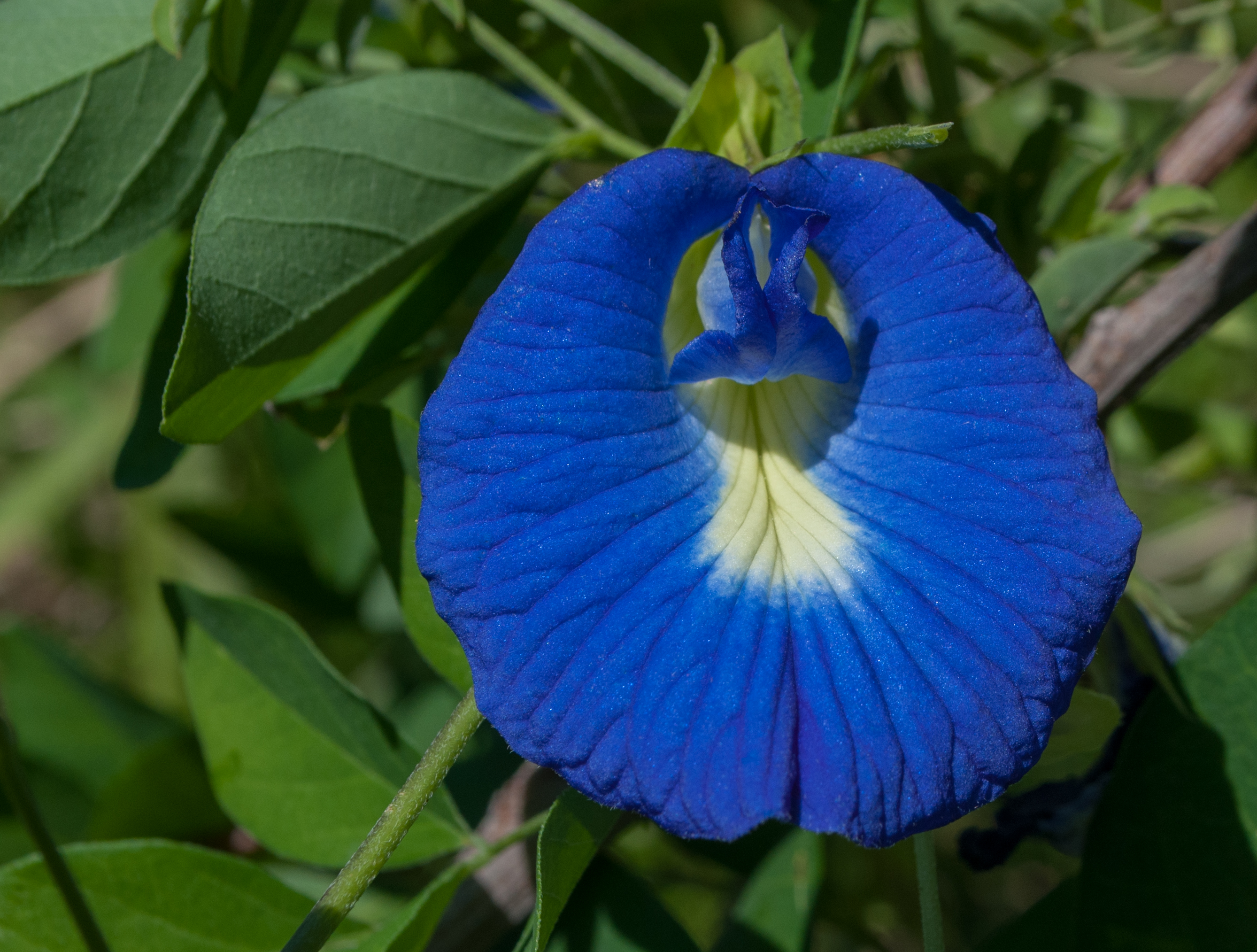
C. ternatea, Isla de Margarita, Venezuela
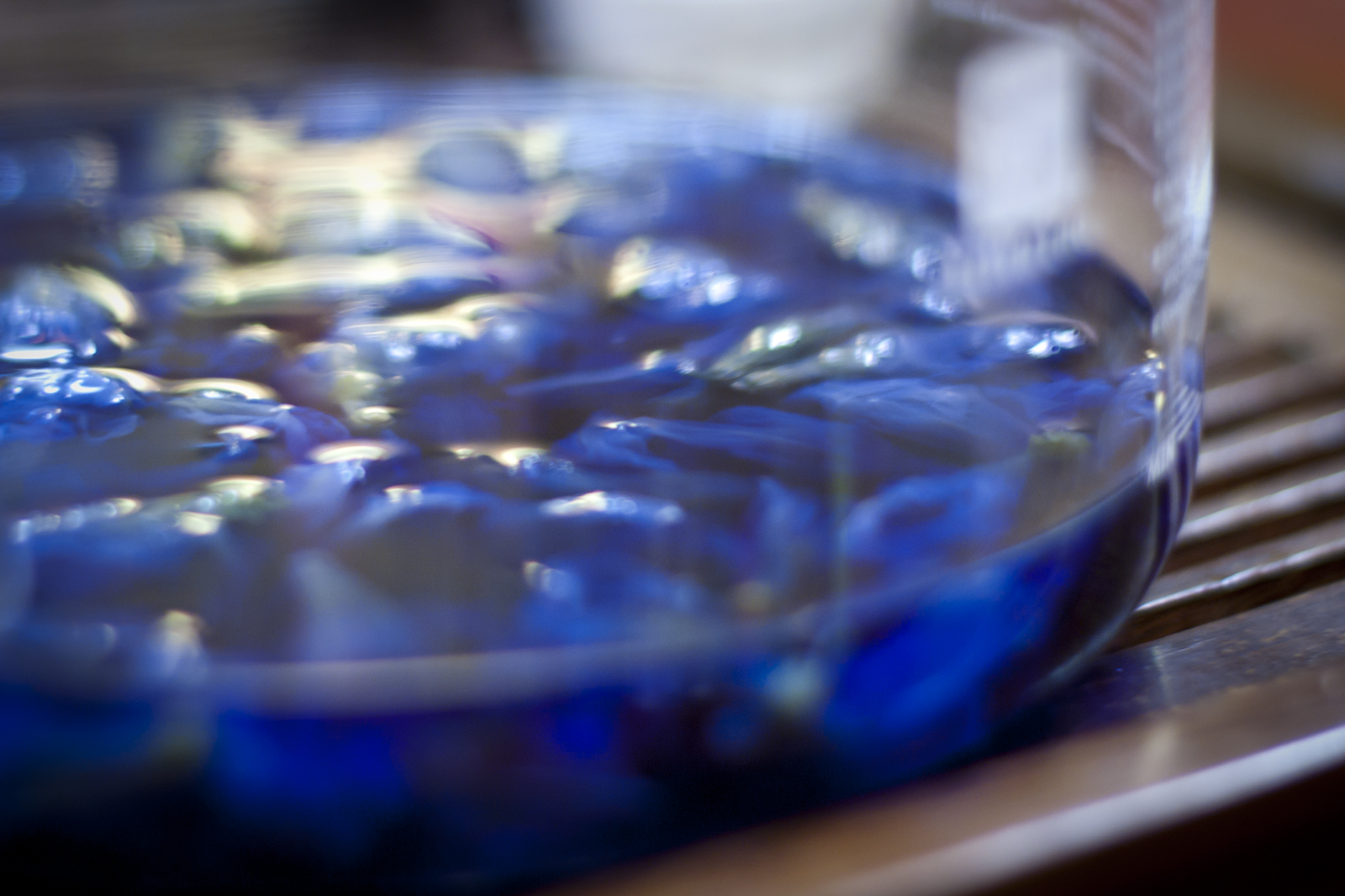
Clitoria chá em uma panela
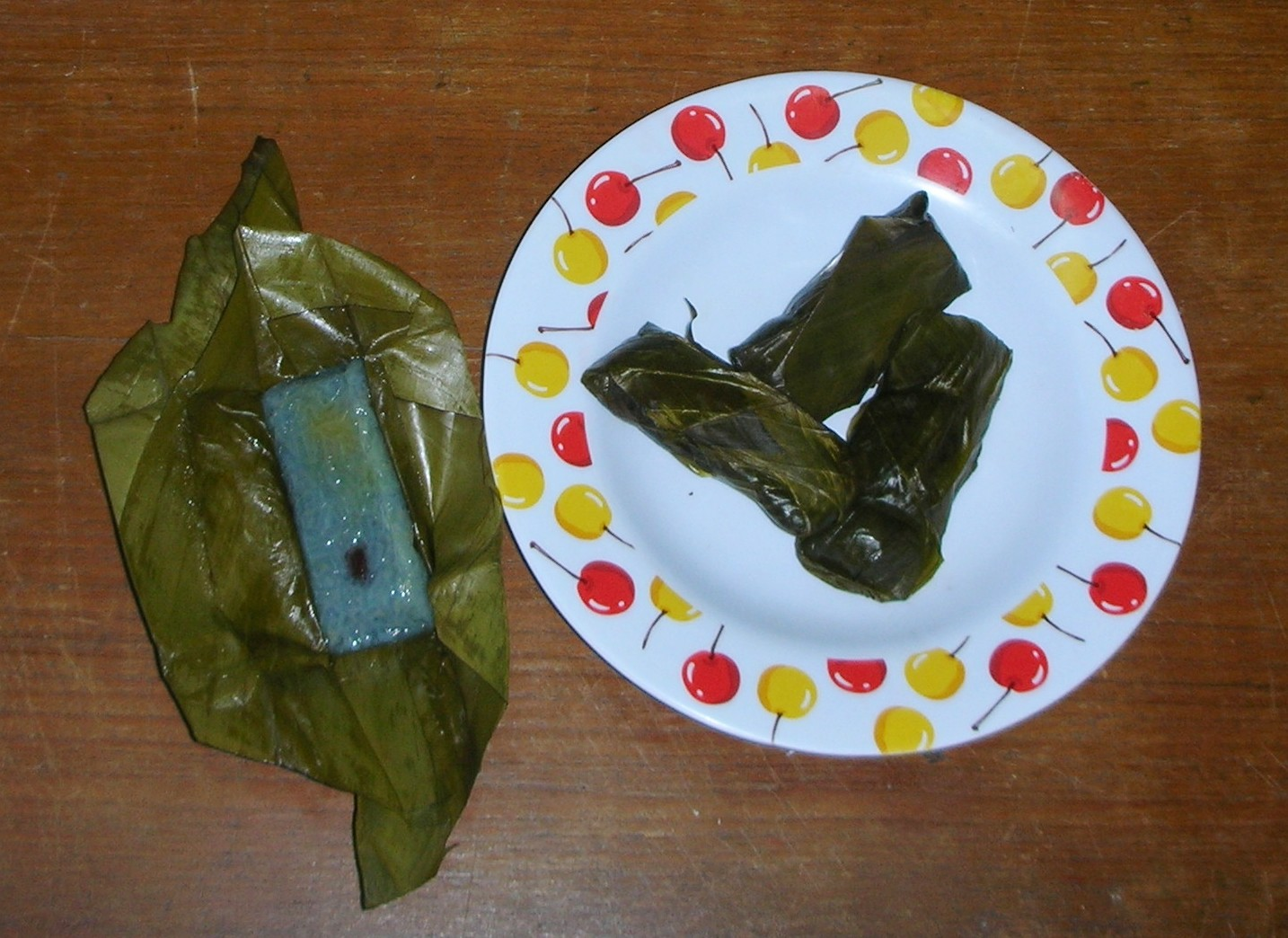
Tailandês khao tom doce de cor azul com a C. ternatea flores
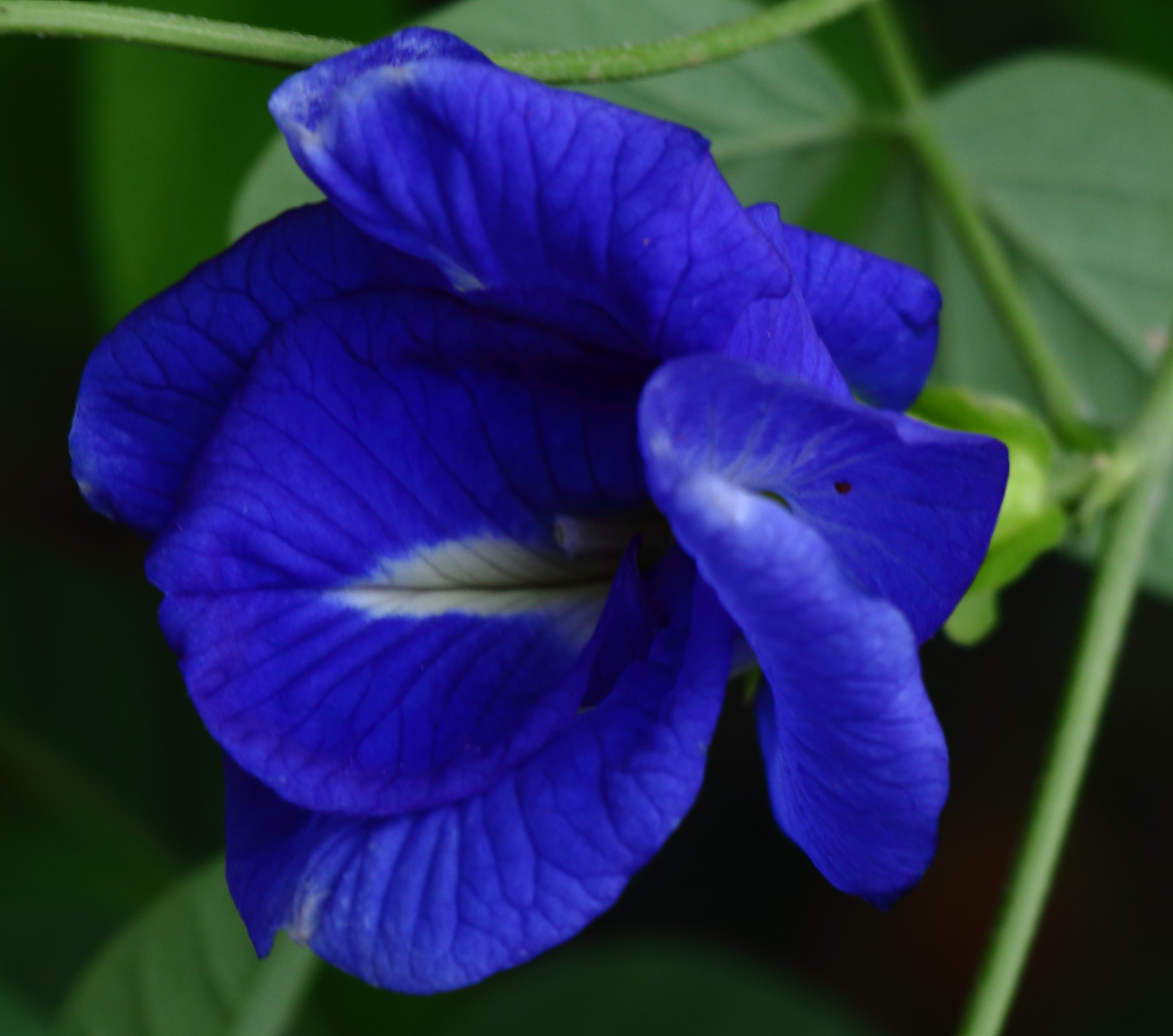
Menos comum "duplo-flor" C. ternatea